# Bentley Azure

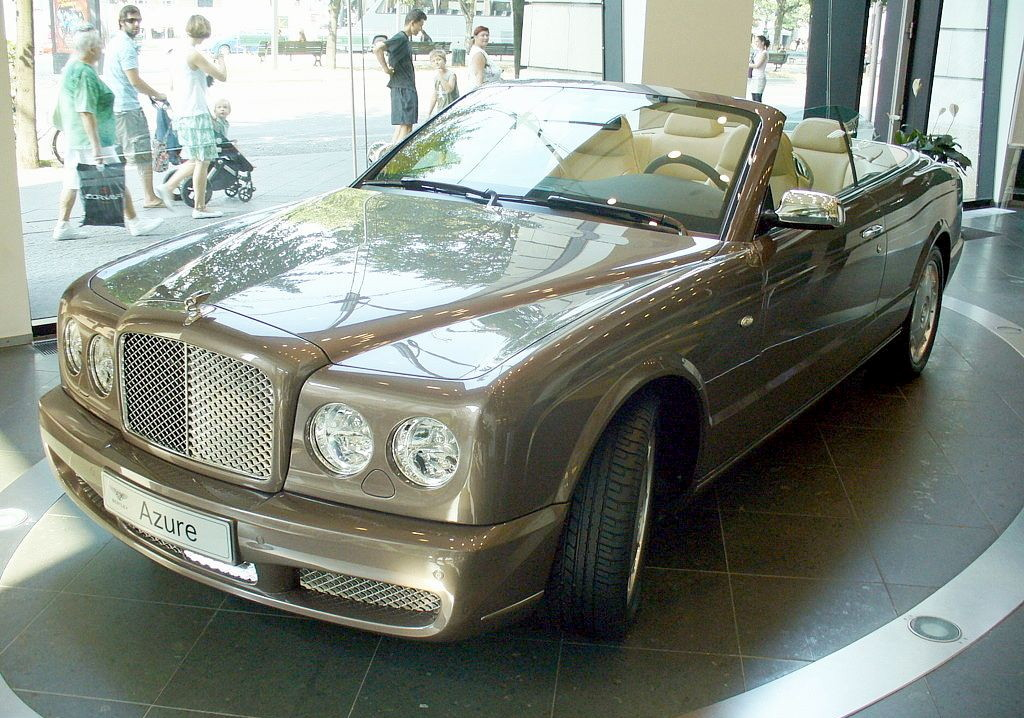
Bentley Azure de 2007.

El Bentley Azure es un automóvil gran turismo descapotable fabricado por la marca inglesa Bentley. Es un descapotable de dos puertas y cuatro plazas, con motor delantero longitudinal, tracción trasera y caja de cambios de cuatro marchas.

## Primera generación (1995 - 2003)
El Azure de primera generación es básicamente la versión descapotable del Bentley Continental R, que es un cupé. Pininfarina diseñó y construyó la capota eléctrica del Azure.
Está equipado con un motor gasolina V8 de 6,75 litros de cilindrada, potenciado por un turbocompresor Garrett y un intercooler, que genera una potencia máxima de 400 CV (298 kW) y 645 lbf·ft (874 Nm) de par motor. El Azure acelera de 0 a 60 mph (97 km/h) en 6,1 segundos.

## Segunda generación (2006 - presente)
La segunda generación del Azure está emparentada con el Bentley Arnage, que es un sedán de cuatro puertas. Posee un motor gasolina V8 turboalimentado de 6.8 litros de cilindrada y 455 CV de potencia máxima. Su aceleración de 0 a 60 mph es de 5,6 segundos; según el Departamento de Energía de Estados Unidos, el Azure es el automóvil de su categoría con peor consumo de combustible.